# Haruspex inscriptus
Haruspex inscriptus là một loài bọ cánh cứng trong họ Cerambycidae.